# Tân Phú Thạnh
Tân Phú Thạnh là một xã thuộc huyện Châu Thành A, tỉnh Hậu Giang, Việt Nam.

## Địa lý
Xã Tân Phú Thạnh nằm ở phía đông huyện Châu Thành A, có vị trí địa lý:
- Phía đông giáp huyện Châu Thành
- Phía tây giáp xã Thạnh Xuân và thành phố Cần Thơ
- Phía nam giáp xã Thạnh Xuân và thị trấn Cái Tắc
- Phía bắc giáp thành phố Cần Thơ.

Xã Tân Phú Thạnh có diện tích 15,65 km², dân số năm 2019 là 15.741 người, mật độ dân số đạt 1.046 người/km².

## Lịch sử
Trước đây, Tân Phú Thạnh là một xã thuộc huyện Châu Thành, tỉnh Cần Thơ cũ.
Ngày 6 tháng 11 năm 2000, Chính phủ ban hành Nghị định 64/2000/NĐ-CP về việc điều chỉnh địa giới hành chính huyện Châu Thành để tái lập huyện Châu Thành A. Xã Tân Phú Thạnh chuyển sang trực thuộc huyện Châu Thành A.
Ngày 26 tháng 11 năm 2003, Quốc hội ban hành Nghị quyết số 22/2003/QH11 chia tỉnh Cần Thơ cũ thành thành phố Cần Thơ thuộc trung ương và tỉnh Hậu Giang. Theo đó, ấp Tân Thạnh Đông và một phần ấp Tân Thạnh Tây của xã Tân Phú Thạnh thuộc địa giới hành chính thành phố Cần Thơ; phần còn lại của xã Tân Phú Thạnh thuộc tỉnh Hậu Giang.
Ngày 2 tháng 1 năm 2004, Chính phủ ban hành Nghị định 05/2004/NĐ-CP. Theo đó, thành lập phường Ba Láng thuộc quận Cái Răng, thành phố Cần Thơ trên cơ sở 531,52 ha diện tích tự nhiên và 6.339 nhân khẩu của xã Tân Phú Thạnh (phần diện tích, dân số đã điều chỉnh về thành phố Cần Thơ).
Xã Tân Phú Thạnh còn lại 1.996,92 ha diện tích tự nhiên, dân số là 21.514 người.
Ngày 8 tháng 3 năm 2007, Chính phủ ban hành Nghị định 34/2007/NĐ-CP. Theo đó, thành lập thị trấn Cái Tắc trên cơ sở điều chỉnh 1.050,15 ha diện tích tự nhiên và 11.140 nhân khẩu của xã Tân Phú Thạnh.
Sau khi điều chỉnh địa giới hành chính, xã Tân Phú Thạnh còn lại 1.564,68 ha diện tích tự nhiên, dân số là 14.438 người.

## Hành chính
Xã Tân Phú Thạnh được chia thành 8 ấp: Phú Lợi, Phú Thạnh, Tân Thạnh Tây, Thạnh Lợi, Thạnh Lợi A, Thạnh Mỹ, Thạnh Mỹ A, Thạnh Phú.

## Giao thông
Xã Tân Phú Thạnh có tuyến Quốc lộ 1 chạy qua hai ấp Phú Thạnh và ấp Phú Lợi.